# Nivell de confort acústic
El nivell de confort acústic és el nivell de satisfacció envers els sons que existeixen en un indret determinat. Com que és un concepte que pertany a la psicoacústica, es basa en múltiples variables sobre la percepció del lloc relacionades amb l'estat físic i anímic del perceptor. Sovint la seva absència es relaciona amb la  soroll a partir del qual el so provocat per les activitats humanes, les infraestructures o les indústries resulta perniciós per al descans, la comunicació i la salut de les persones.
És un concepte utilitzat, principalment, en el context de la qualitat acústica d'un ambient, però la seva absència es pren com a base per a lacontaminació acústica.